# Parachironomus pseudovarus
Parachironomus pseudovarus är en tvåvingeart som beskrevs av Oksana V. Zorina 2003. Parachironomus pseudovarus ingår i släktet Parachironomus och familjen fjädermyggor. Inga underarter finns listade i Catalogue of Life.